# Willi Bredel
Willi Bredel (ur. 2 maja 1901 w Hamburgu; zm. 27 października 1964 w Berlinie) – pisarz niemiecki i prezes Niemieckiej Akademii Sztuk Pięknych (Deutsche Akademie der Künste), należał do pionierów socrealistycznej literatury.
W 1961 został odznaczony Orderem Zasług dla Ojczyzny.

## Dzieła
- "Maschinenfabrik N&K", 1930
- "Die Rosenhofstraße", 1931
- "Der Eigentumsparagraph
- "Die Prüfung", 1934
- "Der Spitzel und andere Erzählungen", 1936
- "Dein unbekannter Bruder", 1937
- "Begegnung am Ebro. Aufzeichnungen eines Kriegkommissars", 1939
- "Der Kommissar am Rhein und andere historische Erzählungen", 1940
- "Pater Brakel und andere Erzählungen", 1940
- "Verwandte und Bekannte", Trylogia:
  - "Die Väter", 1941
  - "Die Söhne", 1949
  - "Die Enkel", 1953
- "Der Sonderführer", 1943
- "Das schweigende Dorf und andere Erzählungen", 1949
- "Die Vitalienbrüder", 1950
- "Fünfzig Tage", 1950
- "Vom Ebro zur Wolga", 1954
- "Auf den Heerstraßen der Zeit", 1957
- "Für dich - Freiheit", 1959
- "Ein neues Kapitel", 1959-64

## Opracowania
- Rolf Richter: Willi Bredel, ein deutscher Weg im 20. Jahrhundert. Rostock 1998. ISBN 3-929544-30-X
- Brigitte Nestler: Bibliographie Willi Bredel. Frankfurt am Main 1999. ISBN 3-631-32809-5
- René Senenko: Willi Bredels Exil in Prag 1934, ein unbekanntes Kapitel. Hamburg 2001. ISBN 3-929703-00-9
- Stefanie Wohmann: Realität - Kunst - Propaganda. Willi Bredel und die Exilzeitschriften "Internationale Literatur" und "Das Wort". Schkeuditz 2004. ISBN 3-935530-34-X